# Otniel Šneler
Otniel Šneler (hebrejsky: עתניאל שנלר, jinak též Otniel Schneller; * 28. ledna 1952) je izraelský politik a bývalý poslanec Knesetu za stranu Kadima.

## Biografie
Narodil se v Jeruzalémě a studoval židovská studia a sociologii na Bar-Ilanově univerzitě (studium dokončil v roce 1978). V letech 1983 až 1986 byl generálním tajemníkem rady Ješa, která zastupuje izraelské osadníky v Pásmu Gazy a na Západním břehu Jordánu. V roce 1986 se stal generálním ředitelem Národního bezpečnostního úřadu při ministerstvu dopravy a tuto funkci zastával až do roku 1996.
Poslancem Knesetu byl Šneler poprvé zvolen ve volbách v roce 2006 za stranu Kadima, na jejíž kandidátní listině měl dvacáté šesté místo. Po volbách byl jmenován místopředsedou Knesetu. Svůj poslanecký mandát si udržel i po volbách v roce 2009. Po rozmíšce mezi Izraelem a Spojenými státy počátkem roku 2010, kvůli izraelské výstavbě ve východním Jeruzalémě, zahájil Šneler iniciativu, během níž sbíral podpisy poslanců Knesetu, jež měly vyjádřit podporu premiérovi Benjaminu Netanjahuovi v jeho neústupném postoji vůči USA.
Žije v osadě Ma'ale Michmas na Západním břehu.

## Dílo
- (2005) Paper Bridge (hebrejsky)